# Indian Challenge
Indian Challenge — пригласительный снукерный турнир, проходивший только один раз — в сезоне 1991/92 годов в Индии.
Турнир проводился не только в Индии, но и Европе, однако большинство матчей (в том числе и финал) игрался в этой стране (город Дели). Он был частью Мировой Серии, и в нём приняли участие 16 игроков, из которых четверо были местными. Победителем турнира стал Стивен Хендри.

## Победители
| Сезон   | Победитель    | Финалист    | Счёт | Приз победителю | Спонсор |
| ------- | ------------- | ----------- | ---- | --------------- | ------- |
| 1991/92 | Стивен Хендри | Джон Пэррот | 9:5  | £ 20 000        | 555     |